# Calliotrochus
Calliotrochus is een geslacht van weekdieren uit de klasse van de Gastropoda (slakken).

## Soort
- Calliotrochus marmoreus (Pease, 1861)